# Banda Nova
A Banda Nova, também chamada de Nova Banda, foi um grupo musical criado em 1984 por Tom Jobim para acompanhá-lo em shows e gravações. A banda surgiu quando o maestro Peter Guth convidou Tom Jobim para tocar acompanhado da Orquestra Filarmônica de Viena. Não querendo apresentar-se sozinho, Tom Jobim chamou Danilo Caymmi, Tião Neto, Paulo Braga e Paulo Jobim, seu filho. No lugar dos metais, um coro formado sua filha Elizabeth Jobim, Simone Caymmi e Ana Jobim, sua esposa. Estava criada, então, a Banda Nova. Maúcha Adnet, Paula e Jaques Morelenbaum só entrariam mais tarde, durante shows no Rio de Janeiro. Com a morte de Tom Jobim, em 1994, a Banda Nova terminou. A Banda Nova não só participou das músicas de Tom Jobim, também participou das músicas de Toquinho, tais como Coisas do Coração, Planta Baixa, Nosso Amor e Nas Asas de um Violão

## Formação[1]
- Paulo Jobim — violão
- Danilo Caymmi — flauta, vocal
- Paulo Braga — bateria
- Tião Neto — baixo
- Jacques Morelembaum - violoncelo
- Ana Jobim — vocal
- Elizabeth Jobim — vocal
- Paula Morelenbaum — vocal
- Maucha Adnet — vocal
- Simone Caymmi — vocal